# Голлс-Кроссінг (Юта)
Голлс-Кроссінг (англ. Halls Crossing) — переписна місцевість (CDP) в США, в окрузі Сан-Хуан штату Юта. Населення — 4 особи (2020).

## Географія
Голлс-Кроссінг розташований за координатами 37°27′57″ пн. ш. 110°39′56″ зх. д. / 37.46583° пн. ш. 110.66556° зх. д. (37.465802, -110.665471).  За даними Бюро перепису населення США в 2010 році переписна місцевість мала площу 45,20 км², з яких 34,82 км² — суходіл та 10,38 км² — водойми.

## Демографія
Згідно з переписом 2010 року, у переписній місцевості мешкало 6 осіб у 4 домогосподарствах у складі 2 родин. Густота населення становила 0 осіб/км².  Було 60 помешкань (1/км²).
Расовий склад населення:
| - 100,0 % — білих |

До двох чи більше рас належало 0,0 %. Частка іспаномовних становила 0,0 % від усіх жителів.
За віковим діапазоном населення розподілялося таким чином: 0,0 % — особи молодші 18 років, 100,0 % — особи у віці 18—64 років, 0,0 % — особи у віці 65 років та старші. Медіана віку мешканця становила 35,5 року. На 100 осіб жіночої статі у переписній місцевості припадало 200,0 чоловіків;  на 100 жінок у віці від 18 років та старших — 200,0 чоловіків також старших 18 років.

Цивільне працевлаштоване населення становило 0 осіб. 